# Рамона и Бизус
«Рамо́на и Би́зус» (англ. Ramona and Beezus) — американская семейная комедия 2010 года, снятая режиссёром Элизабет Аллен по новелле «Бизус и Рамона», написанной Беверли Клири в 1955 году.
В главных ролях снялись Джои Кинг и Селена Гомес.
Теглайн: A Little Sister Goes A Long Way («Младшая сестра имеет большое значение»).

## Сюжет
9-летняя ученица портлендской школы Рамона Квимби попадает в нелепую ситуацию, застряв ногами в брусьях во время перемены. Однако Рамоне это, наоборот, понравилось. Придя домой, Рамона обнаруживает, что на почтовом ящике лежат учебные табели её и её сестры Беатрис «Бизус». Отец Квимби хвалит Бизус за то, что она учится на хорошие оценки. Рамона за обеденным столом выплёскивает свои эмоции и говорит, что её все ненавидят, а Бизус любят. Рамону успокаивает её тетя Би, которая говорит, что она тоже была младшей сестрой и Рамона, даже если не отличница, очень ловкая и у неё сильные руки.
Рамона просыпается ранним утром и видит, как рабочие проделывают в стене дома дыру. Увидев это, Рамона с соседним мальчиком Хауи начинают веселиться. Рамону останавливает её мама, которая говорит, что если Рамона вместе с Хауи перестанут баловаться, то они пойдут в ресторан. Рамона через окно видит, что её отец возвращается, но тот не в настроении. Сестры думают, что что-то случилось. Оказывается, отца уволили с работы. Однако он говорит, что теперь больше времени будет проводить с семьей. А мама говорит, что она устроится на работу и это поможет продержаться.
На следующее утро отец идёт на собеседование. В школе Рамона снова проваливается перед всем классом, рассказывая, как у неё дома пробили дыру в стене. Однако ей никто не верит. Миссис Митчем ставит Рамоне плохую оценку. В своём провале девочка обвиняет Хауи, который не сказал, что видел эту самую дыру. Идя по улице, Рамона и Хауи натыкаются на ремонтирующего свой автомобиль дядю Хауи Хобарта. Хобарт когда-то был лучшим школьным другом тёти Би. Он говорит, что хочет встретиться с Би и поговорить с ней. Рамоне Хобарт совсем не нравится. Рамона вновь узнает, что её отца не взяли на работу. Она предлагает отцу работу пожарного. Рамона и Бизус слышат, что у родителей большие проблемы с банком и если они вовремя не оплатят долг, то банк вовсе заберет дом. Рамона воспринимает всё слишком буквально. В дом входит Би и говорит, что увидела Хобарта и не позволит ему ковырять её сердце. Чтобы спасти дом, Рамона под открытым небом пытается продавать лимонад за доллар. Чтобы узнать, что Рамона задумала, из дома выходит Бизус. На улице она встречает своего школьного друга Генри. Из-за нелепости, в которой Рамона случайно опозорила свою сестру перед Генри, Бизус прогоняет свою младшую сестру. В результате всего этого план Рамоны с треском проваливается. Девочка переходит к плану Б: решает мыть автомобили за двадцать долларов. Кажется, что Рамона не заработает деньги. Однако на улице Рамона и Би встречают Хобарта, которого Би не хочет видеть. Однако Хобарт предлагает заплатить сто долларов за мойку автомобиля, но с условием, что Би посидит с ним в машине, пока Рамона моет машину. Рамона случайно стаскивает камни из под колес автомобиля Хобарта, в результате чего машина врезается в гараж, а с её полок на крышу машины падают краски и машина становится разноцветной. Рамона извиняется перед Хобартом за то, что она сделала. Но Хобарт говорит что машина стала ещё красивее, чем облегчает душу Рамоны.
На следующий день Рамона приводит в порядок волосы и наряжается для фотографий. Рамона, вспоминая, как отец чистил правильно крутое яйцо, просит дать ей яйцо. Однако отец путает и выдает дочери сырое яйцо. В школе Рамона неудачно хвастается перед друзьями пачкая свои волосы сырым яйцом. На фотографии Рамона из-за этого получается не совсем элегантной.
Рамона, стараясь заполучить для себя новую комнату, начинает упорно трудиться по дому и, наконец, она получает от родителей комнату. Ночью Рамона плохо высыпается и к утру её сильно тошнит. Но, несмотря на это, она идёт в школу. Она узнает, что можно поучаствовать на кастинге для роли в рекламе арахисового масла. Во время музыкальных репетиций Рамона узнает от своей одноклассницы Сьюзан о том, что если отец потерял работу, то родители рано или поздно разведутся. Рамоне становится ещё хуже и её вырывает при всех. Из школы Рамону забирает отец, но у него ломается автомобиль. Дома отец предлагает нарисовать самый длинный рисунок в мире. Рамона делает комплимент отцу насчет его хорошего рисования. Отец признается, что он когда-то был художником, но родились дети и ему пришлось найти хорошую работу. Во время прогулки с Генри Бизус говорит, что её отец может согласиться ради семьи на то, что он ненавидит.
На этот раз в школе Рамона показывает себя с лучшей стороны, представив самый длинный рисунок в мире. Дома сестры слышат ссору родителей, и отец ночует в гостиной. Расстроенная Рамона спрашивает отца, разводятся ли они. Но папа говорит, что они на следующее утро будут счастливыми как прежде. Рамона на машине Хобарта вместе с тетей Би едет на кастинг арахисового масла. Однако там Рамона видит девочек с диадемами, у неё диадемы нет . Рамона бежит на улицу, чтобы сказать, что ей нужна диадема. Но она видит Би и Хобарта, которые откровенно разговаривают об отношениях. Хобарт предлагает уехать Би вместе с ним на Аляску. Тем временем Рамона делает себе диадему из колючек. Во время выступления Рамона на сцене теряет равновесие и падает в огромный сэндвич. Отец забирает Рамону домой и уезжает на собеседование, оставляя главной Бизус. Во время готовки на кухне раздается телефонный звонок, на который отвечает Рамона. Позвонившим оказывается Генри. Рамона назло сестре говорит о её чувствах к Генри. В это время кастрюля, которая стояла на плите, загорается. Бизус тушит возгорание. Она, разозлившись на сестру, говорит ей, чтобы она оставила её и её личную жизнь в покое. Генри всё это время остаётся на линии.
Рамона обнаруживает, что их кот Капризуля умер от старости. Сестры хоронят кота во дворе. Пришедший домой отец говорит, что он устроился на работу, но она находится в другом городе и поэтому они переедут. Чтобы продать дом, Квимби нанимают риэлтора. Для продажи Квимби также убираются в саду. Из-за неаккуратности Рамоны между Квимби и семьей Хобарта завязывается перепалка. В конце этой перепалки Хобарт дарит Би кольцо из игрового автомата, который он выиграл ещё в юности. Хобарт делает Би предложение. Однако Рамону не устраивает женитьба её тети и Хобарта. Она обвиняет Би в том, что она обманула её. Обиженная на всех Рамона идёт на чердак. Там пол под ней ломается и Рамона застревает между этажами. Отец Квимби, разозлённый на дочь говорит, что она доставляет неприятности. Рамона собирает вещи в чемодан и уходит из дома непонятно куда. На автобусной остановке семья мирится. В церкви Би и Хобарт становятся супругами. К Бизус, стоящей одной, подходит Генри, чтобы явно признаться в любви. В ответ на это Бизус страстно целует Генри. Затем они идут танцевать. Рамона узнает, что они вовсе не переезжают. А отец говорит, что устроится в школу Рамоны учителем рисования

## В ролях
| Актёр                            | Роль                                                      |
| -------------------------------- | --------------------------------------------------------- |
| Джои Кинг                        | Рамона Куимби                                             |
| Селена Гомес                     | Беатрис "Бизус" Куимби                                    |
| Хатч Дано                        | Генри Хаггинс друг Бизус Куимби                           |
| Джон Корбетт                     | Роберт Куимби отец Рамоны, Беатрис и Роберты Куимби       |
| Бриджит Мойнахан                 | Дороти Куимби мать Рамоны, Беатрис и Роберты Куимби       |
| Джиннифер Гудвин                 | Би тётя Рамоны, Беатрис и Роберты Куимби                  |
| Джош Дюамель                     | Хобарт бывший жених, позже муж Би                         |
| Эйла МакКаббинг Цанти МакКаббинг | Роберта Куимби                                            |
| Сандра О                         | госпожа Мичем                                             |
| Джейсон Спивак                   | Говард «Хоуи» Кемп кузен Рамоны, Беатрис и Роберты Куимби |
| Сиерра МакКормик                 | Сьюзан Кушнер школьный враг Рамоны                        |

## Музыка
Песня «How I Love You» из фильма попала в лонг-лист претендентов на номинацию «Лучшая песня к фильму» кинопремии «Оскар-2011», состоящий из 41-й композиции, но в список 4-х номиналистов песня не прошла.[значимость факта?]

## Прокат
Трейлер к фильму был выпущен 18 марта 2010 года и показан в кинотеатрах.
Премьера фильма состоялась 23 июля 2010 года.
Фильм был показан в британских и ирландских кинотеатрах 22 октября 2010 года.
При бюджете картины в 15 000 000 долларов фильм окупился, собрав в прокате более 27 000 000 долларов.

## Критика
В основном фильм удостоился положительных отзывов кинокритиков, в общем картина получила 74 % положительных отзывов.